# شيفان مارشال
شيفان مارشال (بالإنجليزية: Siobhan Marshall)‏ هي ممثلة نيوزيلندية، ولدت في 12 يونيو 1983 في أوكلاند في نيوزيلندا.

## وصلات خارجية
- شيفان مارشال على موقع IMDb (الإنجليزية)
- شيفان مارشال على موقع قاعدة بيانات الفيلم (الإنجليزية)